# عاشق باشا زاده
درويش أحمد عاشقي (1400م ؟ ـ 1484م ؟)، الذي اشتهر باسم عاشقي (بالتركية الحديثة: Âşıkî) أو عاشق باشا زاده (بالتركية العثمانية: عاشق پاشا زاده، وبالتركية الحديثة: Âşıkpaşazâde)، مؤرخ عثماني من أوائل أعلام التأريخ العثماني. يرجع نسبه إلى الشاعر الصوفي الدرويش عاشق باشا (1272م ـ 1333م).
وُلد عاشق باشا زاده في منطقة أماصيا، وتجول في الأناضول طالبًا للعلم، ثم أدى فريضة الحج، قبل أن يقيم حينًا من الدهر في مصر. شارك لاحقًا في عدة حملات عثمانية، من بينها معركة قوصوة الثانية (1448م)، وشهد فتح القسطنطينية، كما شهد الاحتفالات بختان مصطفى وبايزيد الثاني ابني السلطان محمد الفاتح.

## تواريخ آل عثمان
أبرز مؤلفات عاشق باشا زاده، كتابه التاريخي الشهير عن أحداث الدولة العثمانية منذ بدايتها وحتى وفاته.
معروف عند الأتراك العثمانيين أن كل كتب التأريخ التي تسرد أحداث الدولة العثمانية منذ بدايتها، تُعرف كلها باسم «تواريخ آل عثمان» مع ذكر اسم المؤلف، مثال على ذلك: 
1. «تواريخ آل عثمان» "عاشق باشا زاده تاريخى" (1400م ؟ ـ 1484م ؟). [7]
2. «تواريخ آل عثمان» للصدر الأعظم لطفي باشا (ت نحو 970 هـ / نحو 1562 م) (بالتركية: Lütfi Paşa).[8]
3. «تواريخ آل عثمان» الذي يُعتقد أن نصوح السلاحي (1480م- نحو 1564م) قد كتبه. [9]
4. «تواريخ آل عثمان» أو «تاريخي رستم باشا» للصدر الأعظم رستم باشا (1500 – 1561 م). [10]
5. «تواريخ مُلوك آل عُثمان» تأليف شاعر وحكيم البلاط العُثماني زمن السُلطان بايزيد الأوَّل أحمد بن خِضر تاج الدين الشهير بِلقب «أحمدي» (1334م- 1413م).
6. «تاريخ ملوك آل عثمان»، لحاجي خليفة، مصطفى ابن عبد الله، المعروف عند الترك باسم "كاتب چلبي" في القرن 17. [11]